# ديانا غارسيا (لاعبة الاسكواش)
ديانا غارسيا (بالإسبانية: Diana García)‏ هي لاعبة الاسكواش مكسيكية، ولدت في 21 ديسمبر 1992 في مدينة مكسيكو في المكسيك.

## وصلات خارجية
- ديانا غارسيا على موقع الاتحاد الدولي لمحترفي الاسكواش (مؤرشف) (الإنجليزية)
- ديانا غارسيا على موقع SquashInfo.com (الإنجليزية)